# هسنک
هسنک (به آلمانی: Hesseneck) یک شهر در آلمان است که در اودنوالدکرایس واقع شده‌است. هسنک ۶۸۰ نفر جمعیت دارد.